# 短瓣乌头
短瓣乌头（学名：Aconitum brevipetalum）为毛茛科乌头属下的一个种。

## 扩展阅读
- 維基物種上的相關：短瓣乌头